# 哌虫啶
哌虫啶是一种有机化合物，化学式为C17H23ClN4O3，为新烟碱杀虫剂。

## 合成
哌虫啶可以N-(6-氯吡啶-3-基甲基)乙二胺和1,1-二甲硫基-2-硝基乙烯为原料，经多步反应制得。